# A zsoltárok könyve
A Zsoltárok könyve (rövidítve: Zsolt) (héberül: תְּהִלִּים Tehillím vagy Thilím, jiddisül: תהלים, Tilim) a Biblia egyik protokanonikus ószövetségi irata. A könyv 150 zsoltárból álló imagyűjtemény. A héber Bibliában az Írások vagy Iratok (Ketubím) kanonizált könyvcsoport része. Héber neve: Tehillím (Dicséretek) vagy Széfer Tehillím (Dicséretek könyve), annak ellenére, hogy a himnusz műfaj csak a zsoltárok egy fajtáját fedi le. A Biblia ókori görög nyelvű fordítása, a Septuaginta Pszalmoi-nak nevezi, ami a Vulgatába Liber psalmorum-ként került át, és ezt vették át a nemzeti bibliafordítások. Maga a zsoltár (latinul: psalmus) elnevezés is így a Septuaginta szóhasználatából ered: pszalmosz (héberül: mizmór), azaz ’ének, zenei kísérettel’; ez a gyűjtemény egyik nagy csoportjának (57 zsoltárnak) az átvitele a könyv egészére.
A Zsoltárok könyve a zsidóság és a kereszténység közös imakincse, a vallási líra kincstára, amelyekben olyan örök emberi problémák, érzések és magatartásmódok fogalmazódnak meg, mint a szenvedés, a betegség, az üldöztetés, a halál, az öröm, a hála, az ujjongás, az Isten utáni vágy, a dicséret, a kérés, valamint a bűn- és a szeretetvallomás.

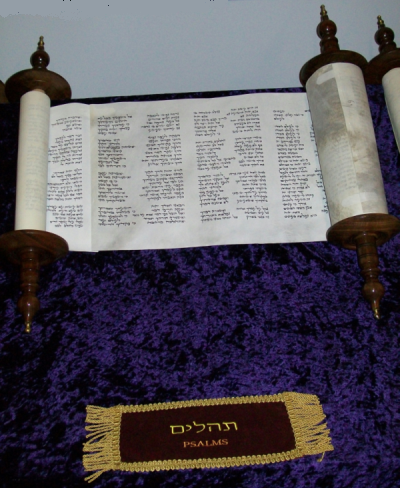

## Keletkezése és felosztása
Az ősi Izrael a szomszédos országokhoz hasonlóan, mint Egyiptom, Mezopotámia vagy Kánaán, kezdettől fogva művelte a lírai költészet minden fajtáját. Ezek közül több bekerült a Biblia történeti könyveibe, mint pl. Mózes éneke (Kiv 15), a Kút-ének (Szám 21,17-18), Debora győzelmi himnusza (Bír 5), vagy Dávid siratóéneke (2Sám 1), de a prófétai könyvek több része is ugyanehhez az irodalmi műfajhoz tartozik. Hasonló költői művek kerültek az Újszövetségbe is, mint pl. a Magnificat, a Benedictus és a Nunc dimittis. Ezeknek a líráknak ősi gyűjteményei is léteztek, ám ezeknek csak a neve vagy töredéke maradt fenn, mint pl. az Úr harcainak könyve (Szám 21,14) és az Igazak könyve (Józs 10,13; 2Sám 1,18).
A Zsoltárok könyve mai formájának kialakulását és végső lezárásának idejét nem lehet biztosan megállapítani. A legtöbb modern bibliatudós szerint a zsoltárok egy része a második Templom és a zsinagógák liturgiájában alkalmazott énekeknek tekinthető (ilyennek tartják Aszaf és Korach neve alatt fennmaradt gyűjteményeket), így a zsidó fogság utáni korban még nem lehetett lezárt gyűjtemény. Az azonban biztos, hogy némely zsoltár keletkezési ideje ennél sokkal korábbi. Dávid király nevét több zsoltár viseli címfeliratában, és mivel őt tekintették a legnagyobb zsoltárköltőnek, valamint a Biblia történeti könyvei is megemlítik zenei (1Sám 16,16-18; vö. Ám 6,5) és költői tehetségét (1Sám 1,19-27; 3,33-34), valamint a kultuszhoz való vonzódását (2Sám 6,5.15-16), tartható az a felfogás, hogy a legtöbb Dávid neve alatt fennmaradt zsoltároknak bizonyos módon ő volt a szerzője. A 20. századi kritikai álláspontot, mely szerint a zsoltárok nagy része a késői korban keletkezett, ma már csak kevés tudós tartja.  Általánosságban az mondható el, hogy a Zsoltárok könyve a királyság idejétől egészen a fogság utáni korig terjedő évszázadok költői termése. A legősibb zsoltárok az ún. királyzsoltárok és a kultikus himnuszok (pl. Zsolt 2; 45; 72; 110; illetve 24; 29; 60; 93).
A kánoni összeállítás tudatos szerkesztői munka eredménye, ami valószínűleg a Kr.e. 4-3 századból származik. Ez eredményezte a bevezető (Zsolt 1; 2) és befejező (Zsolt 150) zsoltárokat, és a gyűjtemény 5 könyvre való felosztását, amelyeket egy-egy doxológia (Isten-dicséret) zár le. A könyv 5 egysége a következő:
- I. könyv: Zsolt 1-41
- II. könyv: Zsolt 42-72
- III. könyv: Zsolt 73-89
- IV. könyv: Zsolt 90-106
- V. könyv: Zsolt 107-150

A Septuagintában még egy 151. zsoltár is megőrződött, amely az ólatin Vetus Latina és szír Pesitta fordításban is benne van. Ennek a zsoltárnak a héber eredetijét Kumránban találták meg. Az ortodox egyházak kánonja ezt a zsoltárt is sugalmazottnak tartja, de a héber, a katolikus és a protestáns kánon az apokrif iratok közé helyezi.

## Szövegek és fordítások
Bár a Zsoltárok könyvének héber szövege helyenként helyrehozhatatlanul megromlott, a szövegkritika ma már meglehetősen pontosan vissza tudja adni az eredeti szöveget. Fő forrásai a Kumránban talált kéziratok, valamint a régi fordításokkal való összevetés (elsősorban a görög Septuaginta és a szír Pesitta), amelyek még a maszoréta szöveg előtti szövegeken alapulnak. A Pesitta fordítás független a Septuagintától, ezért szövegkritikai szempontból önálló forrásként vehető tekintetbe. A Septuagintában lévő Zsoltárok könyve fordítása legnagyobbrészt pontos, és csak néhány helyen találhatóak benne pontatlanságok. Az összes latin fordítás ezen a görög fordításon alapul. Az ólatin Vetus Latina (Kr.u. 150 k.) a Septuaginta szó szerinti fordítása, amelyet a szövegromlás miatt I. Damáz pápa megbízásából Szent Jeromos javított ki Kr.u. 384-ben a görög szöveghez igazítva. Ez a fordítás az ún. „Psalterium Romanum” (Római zsoltároskönyv), amely a Római Misekönyvbe is bekerült, és így ezt használták egészen az 1970-es liturgikus reformig, de az ambrózián és a mozarab liturgiában máig ezt imádkozzák. Szent Jeromos három év múlva készített egy további javított fordítást a Hexapla alapján. Ez az ún. „Psalterium Gallicanum” (Galliai zsoltároskönyv), amely aztán a Vulgatába is bekerült, illetve ezt a verziót használták a zsolozsmában, illetve a gregorián énekekben. Ezután készített el Jeromos egy a héber szöveg alapján álló fordítást is, az ún. „Psalterium iuxta Hebraeos”-t (A héberekhez közel álló zsoltároskönyv), ez azonban sohasem vált elterjedtté, bár több Vulgata kiadás ezt a fordítást is külön közölte. Minthogy Szent Jeromos az ólatin fordításon csak a legszükségesebb javításokat végezte el, így a Vulgatába bekerült fordítás több helyen eltér a héber eredetitől. Emiatt XII. Piusz pápa megbízásából a Pápai Biblikus Intézet professzorai egy új fordítást készítettek, amelynek hivatalos kritikai kiadása (II. kiadás) 1945-ben jelent meg Rómában „Liber Psalmorum cum canticis Breviarii Romani” címmel.

## Számozása
A 150 zsoltár számozása eltér a héber és a görög Bibliában, ugyanis a héber változat a Zsolt 10-től a Zsolt 147-ig eggyel megelőzi a Septuaginta számozását. A katolikus egyházban elterjedt latin nyelvű bibliafordítás, a Vulgata a Septuaginta számozását követte, ezért a katolikus bibliafordítások a modern időkig ezt a beosztást követték, míg a protestáns és az újabb kiadású katolikus bibliafordítások a héber számozást, de az utóbbiak jelölik a Vulgata számozását is (pl. 61 (60)). A katolikus liturgikus könyvek, mint pl. a Liturgia horarum, megtartotta a Vulgata számozását.
A kétféle számozás:
Héber 1-8 = Septuaginta/Vulgata 1-8
Héber 9-10 = Septuaginta/Vulgata 9
Héber 11-113 = Septuaginta/Vulgata 10-112
Héber 114-115 = Septuaginta/Vulgata 113
Héber 116 = Septuaginta/Vulgata 114-115
Héber 117-146 = Septuaginta/Vulgata 116-145
Héber 147 = Septuaginta/Vulgata 146-147
Héber 148-150 = Septuaginta/Vulgata 148-150

## Műfajai
A könyv egységét az Isten- és emberkép, az életszemlélet, az érzelemvilág és a vallási hagyomány hasonlósága teremti meg. Ugyanakkor a zsoltárok témája, irodalmi felépítése, kifejezésmódja vagy az imádkozó élethelyzete szerint különböző csoportokra bontható, amelyeket a zsoltárirodalomban „műfajoknak” neveznek.
- panaszzsoltárok vagy könyörgések: ezek a szenvedés zsoltárai. Az egyén vagy a közösség Istenhez fordul, feltárva előtte szorult helyzetét, és segítséget, szabadulást kér tőle.A panaszzsoltárok felépítése általában: 1. panasz, 2. kérés, 3. fogadalom.[2]
- hálaadó zsoltárok: A bajból megszabadult egyén vagy közösség köszönetet mond Istennek.[3]
- himnuszok vagy dicsőítő énekek: Isten fenségét, jóságát dicsőítő imák, ahol a zsoltáros semmit sem kér magának, csak Istent dicsőíti. A himnuszok között kétféle zsoltártípust lehet megkülönböztetni:

1) a Jahve királyságának zsoltárait, amelyben Izrael, a népek és a mindenség egyaránt örömujjongással hirdeti a királyi trónján ülő Jahve világot átfogó uralmát;
2) a másik a Sión énekek, amelyek Izrael népének tiszteletét és bizalmát hirdetik a nemzeti szentély iránt, de végsőfokon a szent helyet lakóhelyül kiválasztó Jahvét dicsőítik.
- király-zsoltárok: közös vonásuk, hogy a király személyével, a Dávid házának szóló isteni ígérettel foglalkoznak, valamint számos utalás található bennük a király életének fontosabb mozzanataira. A király iránt megnyilvánuló tisztelet végső fokon szintén Istenre irányul, hiszen az uralkodó Izraelben Jahve királyságának trónján ül (1Krón 28,5). Ezért a király isteni adományok birtokosa.[5]

### Messiás-zsoltárok
Mind a zsidó, mind a keresztény hagyomány a legrégibb kortól kezdve vallotta és tanította, hogy vannak zsoltárok, amelyek szoros értelemben vett jövendöléseket tartalmaznak, mégpedig a messiási korra, országra és magára az eljövendő Messiásra vonatkozólag. Ezek legtöbbje a királyzsoltárokból erednek, ugyanis bár egy részük valóságos élethelyzetre utalnak, ugyanakkor megrajzolják egy eszményi uralkodó alakját is (igazságosság, az egész világra terjedő uralom stb.), aki valóban méltónak bizonyul az isteni választottságra és adományokra. Ezért ezek a zsoltárok túllépnek a konkrét történeti adottságokon és a végidőbeli beteljesedés felé mutatnak. Eszkatológikus-messiási távlatuk a fogság utáni időben került előtérbe, amikor konkrét történeti hátterük megszűnt, minthogy a dávidi királyság többé már nem állt vissza, a királyzsoltárok viszont megmaradtak, használták is az új templom liturgiájában, és bekerültek a zsoltárok gyűjteményébe. Továbbélésük összefügg az egyre inkább kibontakozó messiást reményekkel, s többé nem a Sionon uralkodó királyra, hanem már a végidőbeli Messiás-királyra értelmezték őket. Az Újszövetség és a keresztény hagyomány más, nem királyi zsoltárokat, valamint sok zsoltárverset is Krisztusra alkalmazott, amelyek mintegy kifejezték a Messiás állapotát és érzelmeit; sőt, a Jahve királyságának zsoltárait is ilyen értelemben vették.
Az Újszövetség könyveiben tehát többször is történik hivatkozás egyes zsoltárokra (elsősorban a 22., 72., 110.), amelyek ti. beteljesedtek Jézus Krisztus életében. Ilyenek pl. a következők
- Zsolt 2,1-3 – ApCsel 4,25-28 (vö. Mt 2,16; 26,3-4; 27,1; Lk 23,11-12; Jel 17,12-14)
- Zsolt 2,7 – ApCsel 13,33; Zsid 1,5 (vö. Mt 3,17; 17,5)
- Zsolt 2,8-9 – Jel 2,26-28; 12,5
- Zsolt 8,2-3 – Mt 21,15-16
- Zsolt 16,10 – ApCsel 2,31; 13,33.35-37
- Zsolt 22,2 – Mt 27,46; Mk 15,34
- Zsolt 22,8-9 – Mt 27,42-43 (vö. Lk 23,35)
- Zsolt 22,17-18 – Jn 19,37
- Zsolt 22,19 – Mk 15,24; Mt 27,35; Lk 23,34; Jn 19,23
- Zsolt 35,19; Zsolt 69,5; Zsolt 109,2-5 – Jn 15,25
- Zsolt 41,10 – Jn 13,18
- Zsolt 45,7-8 – Zsid 1,8-9
- Zsolt 69,10 – Jn 2,16-17; Róm 15,3
- Zsolt 78,2 – Mt 13,34-35
- Zsolt 110,4 – Zsid 5,5-6; 6,20; 7,17
- Zsolt 118,22 – ApCsel 4,11; Róm 9,32-33; 1Pét 2,7-8

A messiási zsoltároknak három faja különböztethető meg: 
a) messiási zsoltárok „per excellentiam”, melyek elsősorban az emberről, mint Isten legkiválóbb teremtményéről emlékeznek meg, amelyek azonban teljes és tökéletes módon, különlegesen Jézus Krisztusban valósultak meg. Így pl. a Zsidó levél idézi és Krisztusra magyarázza a Zsolt 8, 5-8-at (Zsid 2, 6-9), bár ez a zsoltár közvetlenül és elsősorban az emberről, általában minden emberről beszél.
b) A tipikus messiási zsoltárok az Ószövetség egyes személyeiről (főleg Dávidról) és eseményeiről énekelnek, de ezek a személyek és események előképei, típusai az Újszövetségben Jézus Krisztusnak, illetve élete valamilyen eseményének, valamilyen újszövetségi intézménynek. Ilyen tipikus messiási zsoltár a 44.
c) Végül vannak szoros értelemben vett messiási zsoltárok („per proprietatem”), melyek elsősorban és kizárólagosan a jövőnek képét festik le és magáról a Messiásról jövendölnek. Ilyen pl. a 2., 22., 110.

### Átokzsoltárok
Azokat a zsoltárokat, amelyekben Isten átkát kérik Izrael ellenségeire vagy személyes ellenfeleikre és elnyomóikra, átokzsoltároknak nevezik. A keresztény biblikus kutatásban erősen vitatják ezeknek a szövegeknek a helyét és értékét, főként amikor az Újszövetség ellenségszeretetével állítják szembe. Alapvetően a kutatók megoldási javaslatai két táborra oszthatók. Az egyik irányvonal mint primitív bosszúimákat magyarázza ezeket a zsoltárokat, azaz többen úgy gondolják, hogy az úgynevezett átokzsoltárok az Újszövetség magasabb rendű erkölcsi törvényeinek fényében az Ószövetség tökéletlenebb szintjén lévő, túlhaladott szövegekhez tartozik, vagy a humán etika nevében emelnek kifogást az átokzsoltárok imádságos használata, sőt egyáltalán az átokzsoltárok ellen, mondván, hogy erőszakpártiak, inhumánusok, ezért ma már elvetendők. Az 1970-es új katolikus zsolozsma, a Liturgia horarum pl. törölte az Egyház hivatalos imádságából az átokzsoltárokat. Ezzel szemben mások rámutatnak az átokzsoltárok mögött megbúvó mély teológiai mondanivalóra, s ezzel megmentik a törléstől ezeket az imákat, illetve rámutatnak, hogy rehabilitálni kellene őket és újra felvenni imádságos, teológiai kincseink közé.

## A Zsoltárok könyvének tanítása
A főbb teológiai gondolatok felvázolására alapul szolgál az egyéni vagy közösségi istenhit, az Izrael Istenéhez járuló ember magatartása.
IstenValamennyi zsoltár Istenhez szól, istenképük nem elvont, mindig a személyes Istent hirdetik. Elsősorban a történelemben tevékeny Istenről van szó, akinek üdvözítő tettét Izrael többször megtapasztalhatta. Istenképüket az üdvtörténet határozza meg, ezért található annyi utalás a múltra, azonban Izrael a jelenben is tapasztalhatja Isten jelenlétét.
A hívő és a szenvedésA zsoltárok szerint Isten igaz és gondja van az emberre, az igazakat megjutalmazza, a bűnösöket pedig megbünteti. A hívők mégis találkoznak ennek az ellenkezőjével, ami a 37 zsoltár szerint azért van, mert a gonoszok boldogsága csak látszat, sikereik elenyésznek az igazakkal szemben, Isten büntetése majd utoléri őket. A hitet Isten igazságában mindig megőrzik és ragaszkodnak Isten akaratához.
Bűn, bűnbánat, bűnbocsánatAz Ószövetségben úgy gondolták, hogy vétkeik következményeként sújtják csapások az embert. Ez Isten rendelése, aki megjutalmazza az igazakat, de megbünteti a gonoszakat. Aki felismeri bűneit, az bűnbánattal és bocsánatkéréssel visszaszerezheti Isten pártfogását. Isten nem tagadja meg irgalmát attól, aki helyre akarja állítani a Vele való közösséget, Ő mindig meghallgatja a könyörgő embert, és a szenvedő biztos segítségre talál nála.